# معمارية 24 بت
الحواسيب ذات الـ 24-بت هي سلسلة ICT 1900 وسلسلة شركة هاريس.
كان نظام 360 من آي بي إم ، والذي أُعلن عنه عام 1964 أحد الأنظمة المشهورة التي استخدمت عنونة 24-بت و32-بت سجلات عامة وحسابية. في أوائل الثمانينات ظهر أول حاسبات شخصية ذات شعبية، وهي جهاز آي بي إم الحاسب الشخصي منآي بي إم بمعالج إنتل 80286 وعنونة 24-بت و32-بت سجلات عامة وحسابية، وحاسوب أبل ماكنتوش 128كاي بمعالج موتورولا 68000 وعنونة 24-بت وسجلات 32-بت. الـ eZ80 عبارة عن معالج متحكم صغير بسجلات وعنونة 24-بت ومتوافقة ثنائيا مع 8/16-بت Z80.